# Mikael Carlson

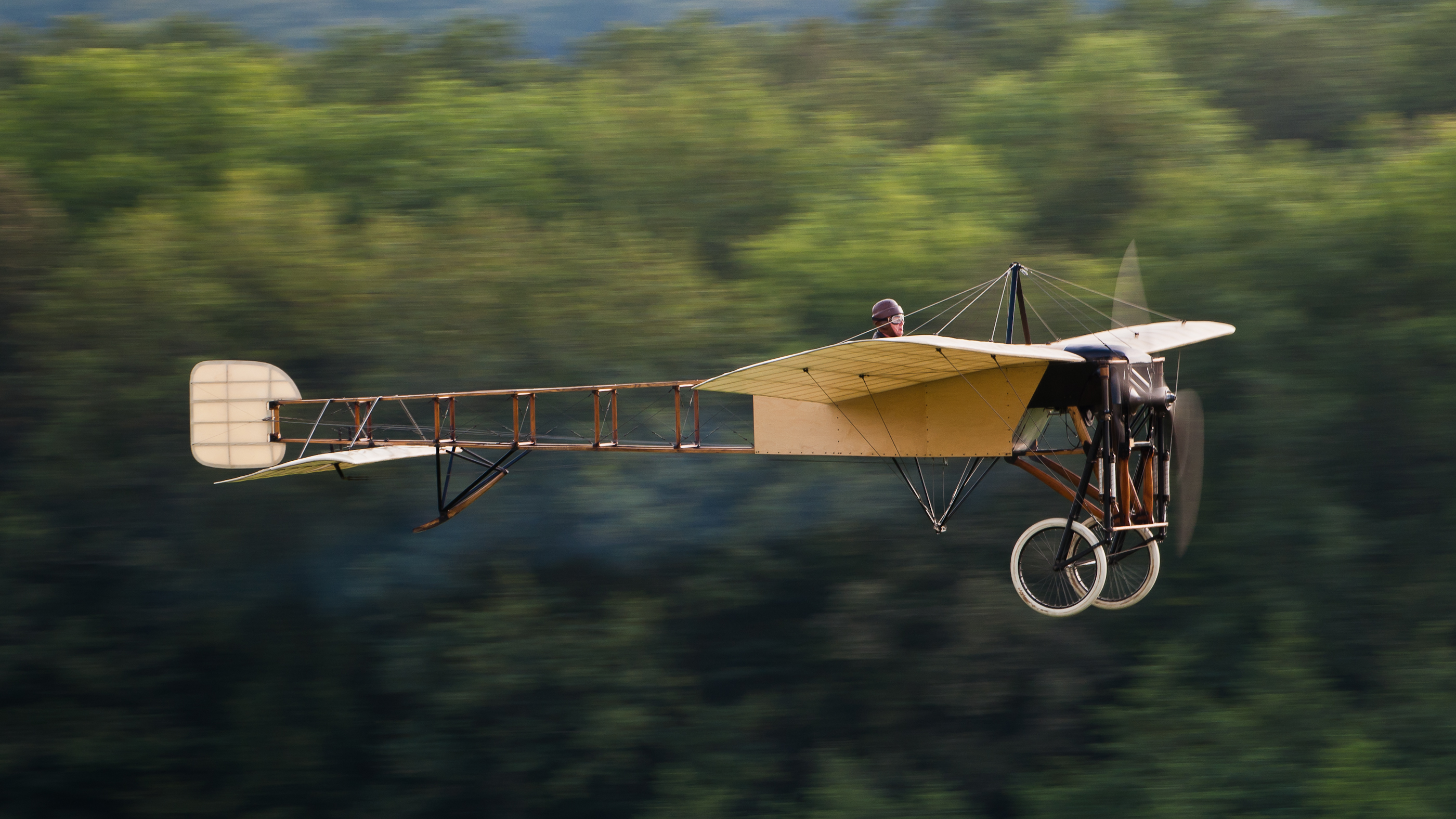
Carlson i sin Bleriot XI/Thulin A i september 2013

Mikael Carlson, född 21 december 1959, är en svensk aviatör och flygplansbyggare.
Mikael Carlson är flygkapten på trafikflygplan till yrket och på fritid restauratör av veteranflygplan och aviatör.
Mikael Carlson har byggt repliker och restaurerat gamla flygplan av flera modeller sedan 1982. Hans första projekt var skolflygplanet Ö1 Tummelisa från 1919, för vilket han använde sig av en originalmotor och originaldelar kompletterade med nya delar efter ursprungliga ritningar och tillverkade med dåtidens teknik. Enligt samma modell har han  byggt två Blériot XI, en Fokker Dr. 1 och en  Fokker D.VII, alla flygdugliga.
Den 25 juli 1999 flög Mikael Carlson över Engelska kanalen i ett av sina Blériot-flygplan, 90 år efter Louis Blériots epokgörande flygning.
Mikael Carlson flög sin första renoverade Bleriot XI/Thulin A i april 1991 och visade upp den på F21: s flygdag i juni samma år. Detta flygplan användes ursprungligen i Thulins flygskola i Landskrona och på Malmen, med hade sedan stått i magasin till 1989.

## Tekniska MuseetsBlériot/Thulin Typ A

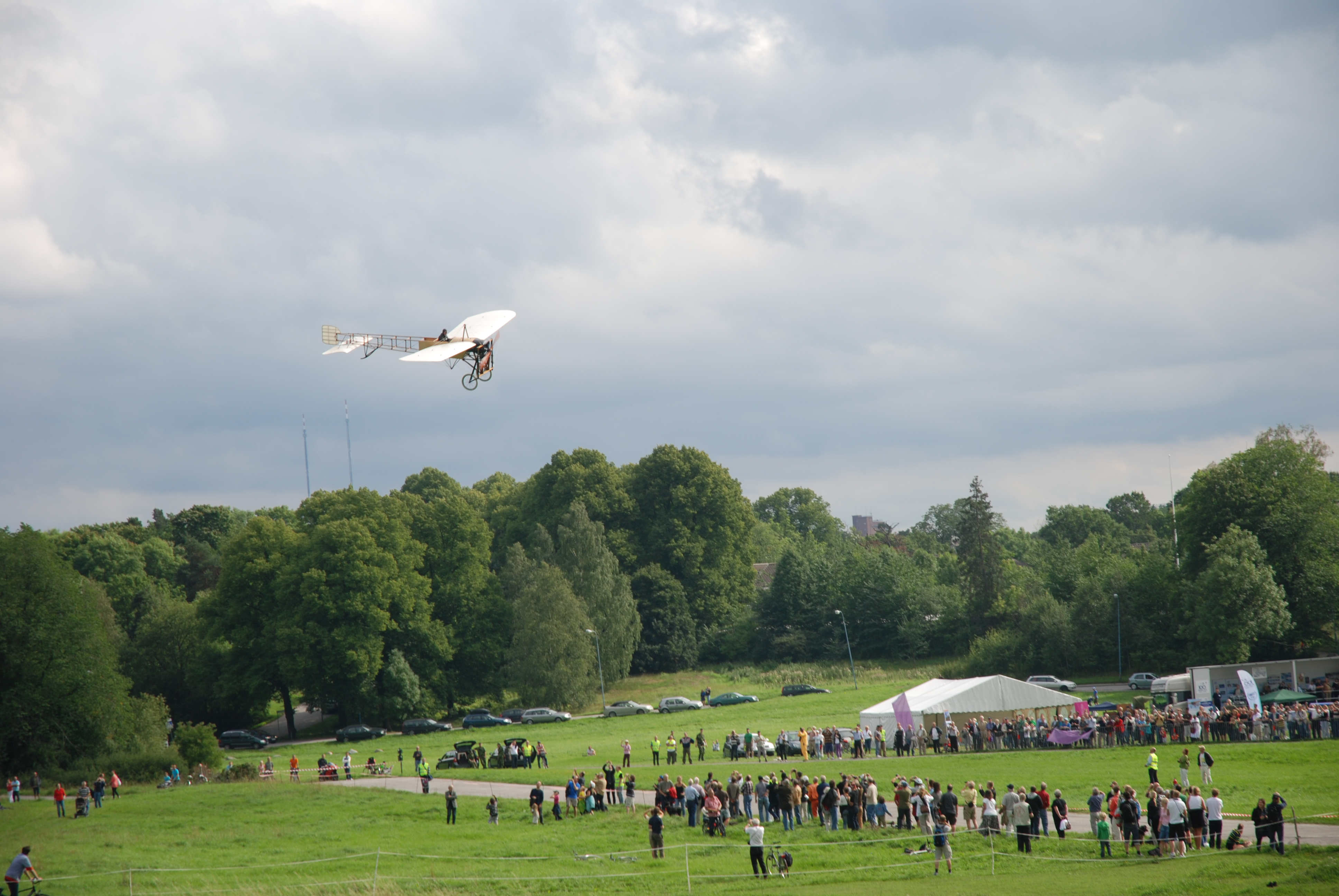
Mikael Carlson premiärflyger Tekniska Museets Blériot XI/Thulin A på Gärdet i augusti 2010.

Tekniska Museet i Stockholm inköpte 1926 en Blériot XI/Thulin Typ A som stått i Ljungbyhed i Skåne för 140 kronor. Flygplanet var tillverkat av Thulinverken i Landskrona 1918 för Thulins flygskola i Ljungbyhed och hade aldrig varit i luften. Vissa delar saknades, varför det har antagits att flygmaskinen hade använts som reservdelsdepå för arméflygets övriga skolflygplan av samma modell. Flygplanet hängdes upp i Tekniska Museet på Norra Djurgården, när museet invigdes 1938 och fanns utställt där under flera decennier fram till början av 1980-talet. Inför jubileumsåret för det svenska flyget 2010 uppdrog museet åt Mikael Carlson att renovera flygplanet till flygdugligt skick för att kunna genomföra flygningar på Gärdet 100 år efter det att flygbaronen Carl Cederström för första gången visat allmänheten flygning i Stockholm, på samma plats och i ett flygplan av samma typ.
Under Stockholms flygdagar på Gärdet 21-22 augusti 2010 premiärflög Mikael Carlsson denna Blériot XI/Thulin A inför publik. Efter flygningarna rullades planet in till museet för åter ställas ut där.